# Пэтридж, Одрина
Одрина Пэтридж (англ. Audrina Patridge, р. 9 мая 1985) — американская актриса, телеведущая, модель и TV-персона. Более всего известна как одна из самых «продолжительных» участников американского реалити-шоу The Hills телеканала MTV.

## Биография
Родилась и выросла в калифорнийском городке Йорба-Линда, но затем переехала в Лос-Анджелес. После переезда первое время работала в Quixote Studios в качестве регистратора. Участницей реалити-шоу The Hills стала с 2006 года с помощью своей подруги Лорен Конрад, снявшись в итоге в большем количестве его эпизодов, чем любой другой участник. В 2009 году покинула шоу и одновременно начала карьеру в Голливуде в качестве актрисы, снявшись в фильмах «Крик в общаге» и Into the Blue 2: The Reef. Также снималась в рекламе сети ресторанов Carl’s Jr.. С 2011 года на канале VH1 транслировалось реалити-шоу о жизни её и её семьи под названием Oudrina, которое получило негативную оценку и было отменено после первого сезона.
В 2016—2018 годы Одрина была замужем за профессиональным мотоциклистом Крисом Боэном. У бывших супругов есть дочь — Кирра Макс Боэн (род. 24.06.2016).